# Вигонца
Вигонца (итал. Vigonza) је насеље у Италији у округу Падова, региону Венето.
Према процени из 2011. у насељу је живело 13798 становника. Насеље се налази на надморској висини од 4 м.

## Становништво
| 1931. | 1936.  | 1951.  | 1961.  | 1971.  | 1981.  | 1991.  | 2001.  | 2011.  |
| ----- | ------ | ------ | ------ | ------ | ------ | ------ | ------ | ------ |
| 9.713 | 10.100 | 11.067 | 11.458 | 13.843 | 15.107 | 16.681 | 19.458 | 21.993 |